# Округ Хјуз (Оклахома)
Хјуз (енгл. Hughes County) је округ у америчкој савезној држави Оклахома.

## Демографија
По попису из 2010. године број становника је 14.003, што је 151 (-1,1%) становника мање него 2000. године.
| Група             | 2000.          | 2010.         |
| Белци             | 10.164 (71,8%) | 9.351 (66,8%) |
| Афроамериканци    | 634 (4,5%)     | 742 (5,3%)    |
| Азијати           | 30 (0,2%)      | 28 (0,2%)     |
| Хиспаноамериканци | 353 (2,5%)     | 530 (3,8%)    |
| Укупно            | 14.154         | 14.003        |